# Laurent Pokou
Laurent N'Dri Pokou (Abidjan, 10 de agosto de 1947 – 13 de novembro de 2016) foi um futebolista marfinense.
Iniciou jogando futebol na rua, e como seu pai, Edward Pokou, um funcionário ferroviário, era contra a ideia dele se tornar jogador, jogava escondido da família no ASEC Mimosas. Após mudar de cidade e sair do clube, retornou anos depois, e no dia 20 de novembro de 1966 finalmente estreou pela equipe principal do ASEC Mimosas, contra o Revival Club Daloa, marcando um hat-trick em sua estreia.
Na Copa Africana das Nações de 1968, na Etiópia, Pokou foi prestigiado por Haile Selassie I, que assistiu a todos os jogos dele, que terminou como artilheiro da competição com 6 gols, levando sua seleção ao 3º lugar na Copa. Em 1970, o jogador participou de sua segunda Copa Africana das Nações, realizada no Sudão, onde conseguiu marcar oito gols na Copa, estabelecendo um recorde de gols em uma única partida, ao marcar 5 gols na Etiópia na vitória por 6 a 1, o que lhe rendeu o apelido de "L`homme d`Asmara" (o homem de Asmara). A Costa do Marfim terminou em 4º lugar. Somadas as duas edições (1968 e 1970), Laurent Pokou marcou 14 gols, recorde que só foi ultrapassado em 2008 pelo camaronês Samuel Eto'o, que atingiu 16 gols.
Pokou foi um dos primeiros futebolistas da Costa do Marfim a se transferir ao futebol estrangeiro.  Quando decidiu ir jogar no exterior, optou pela França por conta do idioma, mas seu destino inicial seria o Nantes. Porém, no dia em que embarcava para a França, militares o prenderam no aeroporto, por ordem do então presidente, Félix Houphouët-Boigny, que por ser tão fã do jogador, não queria que ele jogasse no exterior e por isto não o deixou sair do país. Pkou só embarcou quando um empresário francês e conselheiro do Stade Rennais, convenceu pessoalmente Félix Houphouët-Boigny a liberar o marfinense, que chegou ao clube em 28 de dezembro de 1973. Jogou no Nancy Lorraine, mesma equipe de Michel Platini, no final dos anos 70. Sua passagem pelo futebol da França também foi marcada por fazer parte do grupo conhecido como os  mosqueteiros africanos do Rennes, ao lado do camaronês Léa Eyoum Charles, do malinês Fantamady Keita e do marroquino Hanafi.
Na França, Pokou marcou 8 gols em 14 partidas em sua primeira temporada pelo Rennes, mas passou por momentos difíceis quando o clube foi rebaixado e quando machucou gravemente o joelho durante um jogo, em 1975, ficando afastado por cerca de um 18 meses e pouco atuou pelo Rennes depois de sua volta, logo se transferindo para o Nancy Lorraine.
Após a aposentadoria assumiu a função de embaixador do futebol africano e entrou para a federação marfinense de futebol.